# Spongia solitaria
Spongia solitaria är en svampdjursart som beskrevs av Hyatt 1877. Spongia solitaria ingår i släktet Spongia och familjen Spongiidae. Inga underarter finns listade i Catalogue of Life.